# Promo-Tonträger

Petula Clark – I Will Follow Him: Mit dem Hinweis „not for sale“ – nicht zum Verkauf bestimmt

Unter einem Promo-Tonträger (auch: Promo, Promotional CD, Promotional (LP, EP, Single), Weißmuster- oder Musterplatte) versteht man einen Tonträger (Single, EP oder Musikalbum), der ausschließlich für Werbezwecke hergestellt wird. Im Handel sind derartige Tonträger nicht erhältlich. Die Tonträger werden von den Plattenfirmen an ausgewählte Radiosender, Musikzeitschriften und an Fachhändler kostenlos versandt, um auf eine neue Single oder ein neues Album eines Künstlers oder einer Band aufmerksam zu machen. Der Versand erfolgt teilweise schon mehrere Wochen vor dem offiziellen Verkaufsstart der Tonträger.
Die Gestaltung und auch der Inhalt der Promo-Tonträger weichen oft vom Verkaufsexemplar ab. Um auf den Werbezweck des Tonträgers hinzuweisen, wird auf das Schallplattencover oder dem CD-Cover bzw. der CD ein Hinweis („For Promotion Only – Not For Sale“ o. ä.) aufgedruckt. Häufig sind Hintergrundinformationen zum Titel und Künstler einem gesonderten Beiblatt (Promo-Sheet, Promotext oder Waschzettel) entnehmbar.
Da Promo-Tonträger nur in kleiner Auflage hergestellt werden und nicht im regulären Handel erhältlich sind, sind sie ein begehrtes Objekt für Sammler. Der im Vergleich zur offiziellen Veröffentlichung frühere Termin der Erscheinung der Promo-Tonträger führt regelmäßig dazu, dass diese Versionen als Leaks verfügbar gemacht werden.